# Guds moders avsomnandes kyrka, Novo selo
Guds moders avsomnandes kyrka (bulgariska: Църква "Успение Богородично"; translitteration: Tsarkva ''Uspenie Bogoroditjno'') är en bulgarisk-ortodox kyrkobyggnad belägen i orten Novo selo, i kommunen med samma namn i regionen Vidin, i nordvästra Bulgarien.
Kyrkan är helgad åt högtiden Guds moders avsomnande, som är östortodoxa kyrkans benämning på Jungfru Marie himmelsfärd, och tillhör Vidins stift i den bulgarisk-ortodoxa kyrkan.

## Historik
Guds moders avsomnandes kyrka i Novo selo genomgick en restaurering 2014.

## Kyrkobyggnaden
På bågen ovanför entrén finns en fresk som avbildar Guds moders avsomnande. Under bågen finns också fresker som föreställer ärkeängeln Gabriel och Mikael (se bilden nedan). Tillverkandet av freskerna leddes av konstnären Valeri Nikiforov.

## Bilder

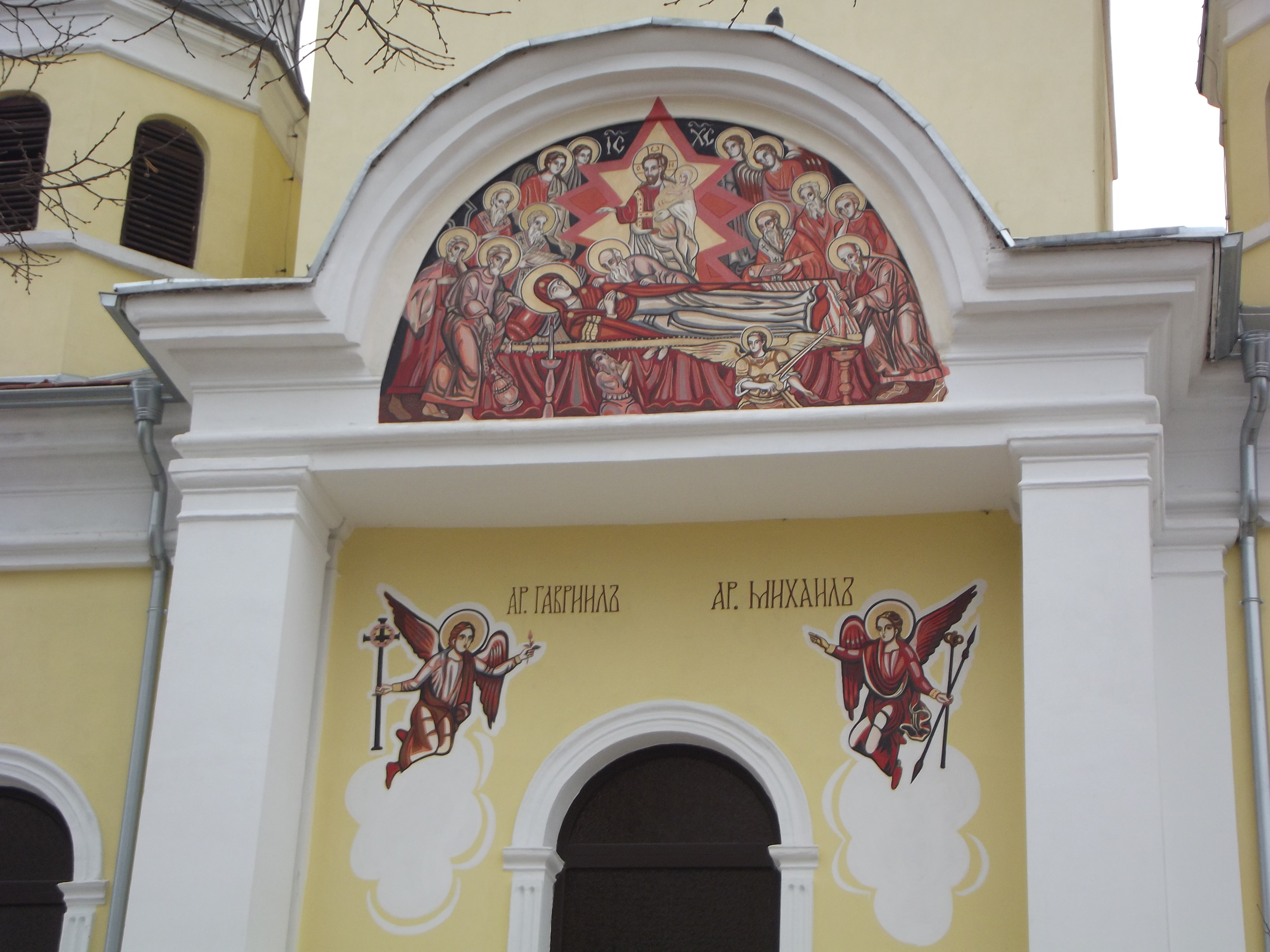
Närmare bild på freskerna på och under bågen.

### Allmänna källor
- Църква "Успение Богородично" - Ново село | Опознай.bg (opoznai.bg)
- Завършва ремонта на църквата "Успение Богородично" в Ново село, Видинско | Православна младеж (pravmladeji.org)
- Довършват ремонта на църквата "Успение Богородично" за Новоселския събор - Новини (bnr.bg)